# يوليوس هيمفيل
يوليوس هيمفيل (بالإنجليزية: Julius Hemphill)‏ هو عازف ساكسفون وعازف جاز وملحن أمريكي، ولد في 24 يناير 1938 في فورت وورث في الولايات المتحدة، وتوفي في 2 أبريل 1995.

## وصلات خارجية
- يوليوس هيمفيل على موقع IMDb (الإنجليزية)
- يوليوس هيمفيل على موقع ميوزك برينز (الإنجليزية)
- يوليوس هيمفيل على موقع أول ميوزيك (الإنجليزية)
- يوليوس هيمفيل على موقع ديسكوغز (الإنجليزية)